# Električna oprema v ogroženih okoljih

## Električna oprema v nevarnih okoljih
V elektrotehniki je nevarno okolje opredeljeno kot kraj, kjer se pojavijo koncentracije vnetljivih plinov, hlapov ali prahu. Električna oprema, ki mora biti nameščena v takšnih okoljih je še posebej preizkušena, da se prepreči eksplozijo zaradi iskrenja kontaktov ali visoke površinske temperature opreme.
Na primer: stikala v gospodinjstvu lahko oddajajo komaj vidne iskre pri prehodu, v običajnem okolju ni razloga za skrb, ob prisotnosti vnetljivih snovi pa je to lahko vzrok za eksplozijo. Električna oprema za uporabo v kemični tovarni ali rafineriji je zasnovana tako, da ne proizvaja iskrenja z dovolj energije za sproženje eksplozije oz. tako, da se eksplozija zadrži v sami napravi.
Obstaja več strategij za varnost električnih inštalacij. Najenostavnejše so zmanjšanje količine električne opreme, ki je nameščena v nevarnem okolju, izboljšave proizvodnih procesov, prezračevanje s čistim zrakom. Notranja oprema za varnost in metode ožičenja se uporabljajo, ko je naprava zasnovana tako, da je shranjene premalo energije za vžig eksplozivne mešanice. Ohišje opreme je lahko pod tlakom s čistim zrakom ali inertnim plinom in vključuje različne nadzorne sisteme za izklop napetosti ali opozarjanja v primeru sprememb tlaka. Elementi, ki povzročajo iskrenje so lahko izolirani od okolice z inkapsulacijo, potopitvijo v olje, pesek, itd. Elementi, ki proizvajajo toploto, kot so motorska navitja, električni grelci, so načrtovani tako, da je njihova najvišja temperatura omejena pod temperaturo samovžiga materiala. Upoštevane so notranje in zunanje temperature. Kot na večini področij električnih inštalacij so tudi tu države na različne načine pristopile k standardizaciji in testiranju opreme. S krepitvijo globalne trgovine z električnimi napravami se standardi počasi zbližujejo, tako da nacionalne regulativne agencije lahko odobrijo več različnih tehnik.